# Hrobská Zahrádka
Hrobská Zahrádka (německy Sachradka bei Hrob) je malá vesnice, část obce Obrataň v okrese Pelhřimov. Nachází se asi 2 km na sever od Obrataně. V roce 2009 zde bylo evidováno 26 adres. V roce 2001 zde trvale žilo 77 obyvatel.
Hrobská Zahrádka je také název katastrálního území o rozloze 4,32 km2.